# Meunieriella datxeli
Meunieriella datxeli är en tvåvingeart som beskrevs av Wunsch 1979. Meunieriella datxeli ingår i släktet Meunieriella och familjen gallmyggor.
Artens utbredningsområde är Colombia. Inga underarter finns listade i Catalogue of Life.